# 康科迪亚堂区 (路易斯安那州)
康科迪亞堂區（英語：Concordia Parish）是美國路易斯安那州中部的一個堂區，東隔密西西比河與密西西比州相望。面積1,939平方公里。根據美國2000年人口普查，共有人口20,247人。治所維代利亞 (Vidalia)。
成立於1810年1月6日。本堂區的名稱有多種說法。